# Charipara
Charipara es una ciudad censal situada en el distrito de Tripura occidental en el estado de Tripura (India). Su población es de 19598 habitantes (2011). 

## Demografía
Según el censo de 2011 la población de Charipara era de 19598 habitantes, de los cuales 10008 eran hombres y 95090 eran mujeres. Charipara tiene una tasa media de alfabetización del 86,95%, ibferior a la media estatal del 87,22%: la alfabetización masculina es del 90,59%, y la alfabetización femenina del 83,13%.